# Taseografía

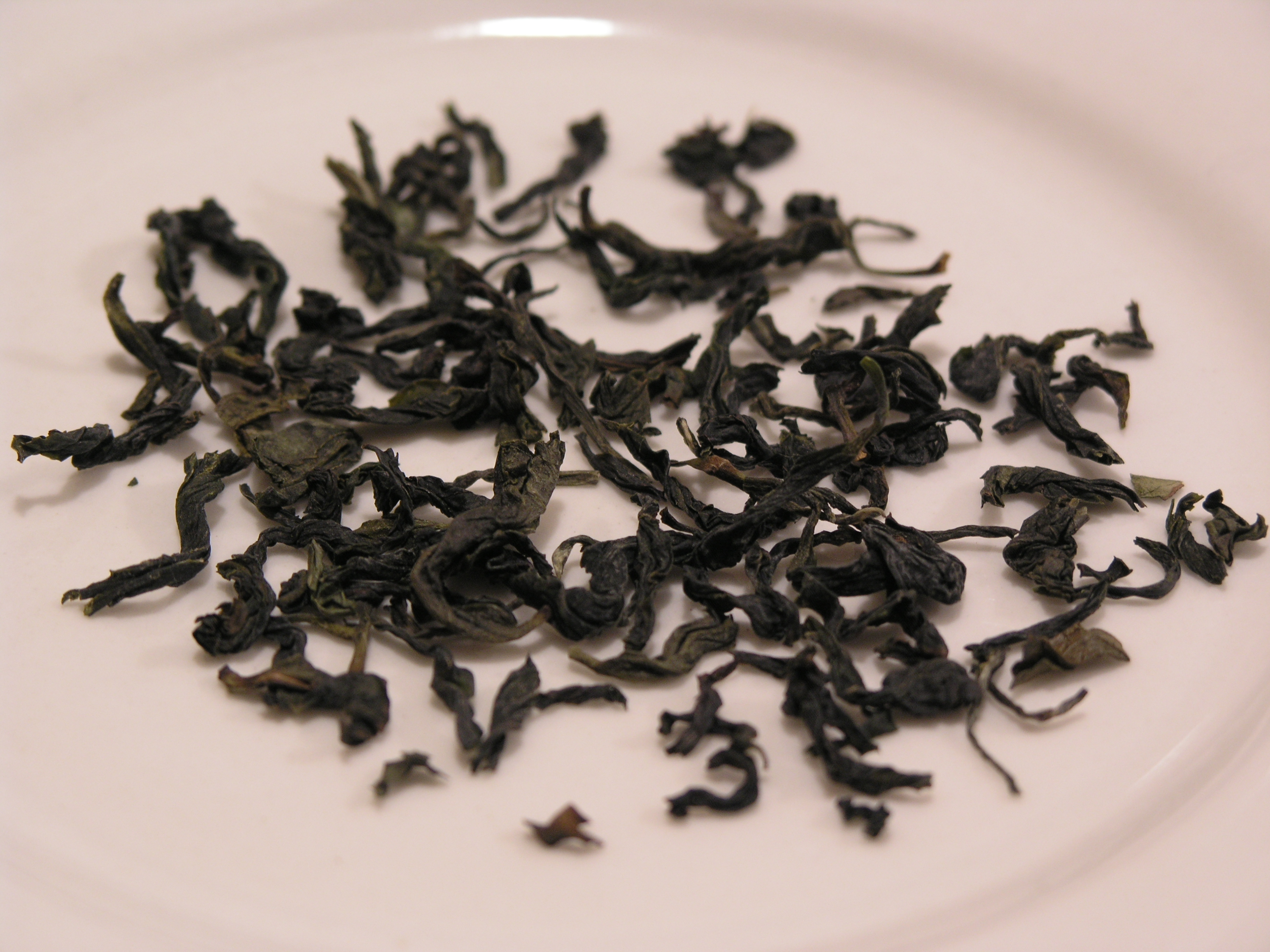
Hojas de té, usadas para la taseografía.

La taseografía, taseomancia, tasomancia o tespañol era un método de predicción en el cual el adivino o intérprete se servía de los posos del té, vino o café para investigar acerca de las cuestiones más cruciales respecto del porvenir. Para interpretar y dar un sentido lógico a las diferentes figuras que aparecen en el fondo de la taza, es necesario un alto grado de concentración y tener una gran imaginación e instinto. No obstante, también se puede echar mano del diccionario de símbolos más comunes:
- Abanico: Esta figura, cuando aparece en las paredes de las tazas de té, revela indiscreción y falta de tacto por parte del consultante.

- Abeja: La imagen de la abeja representa buenos augurios, buenas noticias y posibilidades de lograr en la vida todo aquello que se hubiera propuesto el consultante.

- Antorcha: Indica cambios y transformaciones en la vida del consultante, especialmente en lo concerniente a cuestiones cotidianas.

- Araña: El símbolo de una araña indica persistencia, entereza y decisión.

- Árbol: Muestra que el consultante se hallará inmerso en su vida en situaciones de progreso y prosperidad.

- Avestruz: Indica posibilidad de realizar viajes.

- Baúl: Anuncia que el viaje a realizar será muy largo, o que las decisiones a tomar serán irrevocables.

- Barco: Revela que muy pronto recibirá el consultante una visita inesperada, o que realizará un viaje en compañía de un antiguo y viejo amigo.

- Cabeza: Se predice que se presentarán nuevas oportunidades en la vida del consultante.

- Cadena: Los eslabones de una cadena revelan que el consultante puede ser engañado por sus colaboradores más cercanos, o por las personas más allegadas.

- Caja: Si la representación que aparece en las paredes de la taza es similar a la imagen de una caja, entonces es señal de que la vida amorosa del consultante sufrirá cambios cualitativos; especialmente, si la caja está abierta.Restos de café que pueden verse de modos diferentes

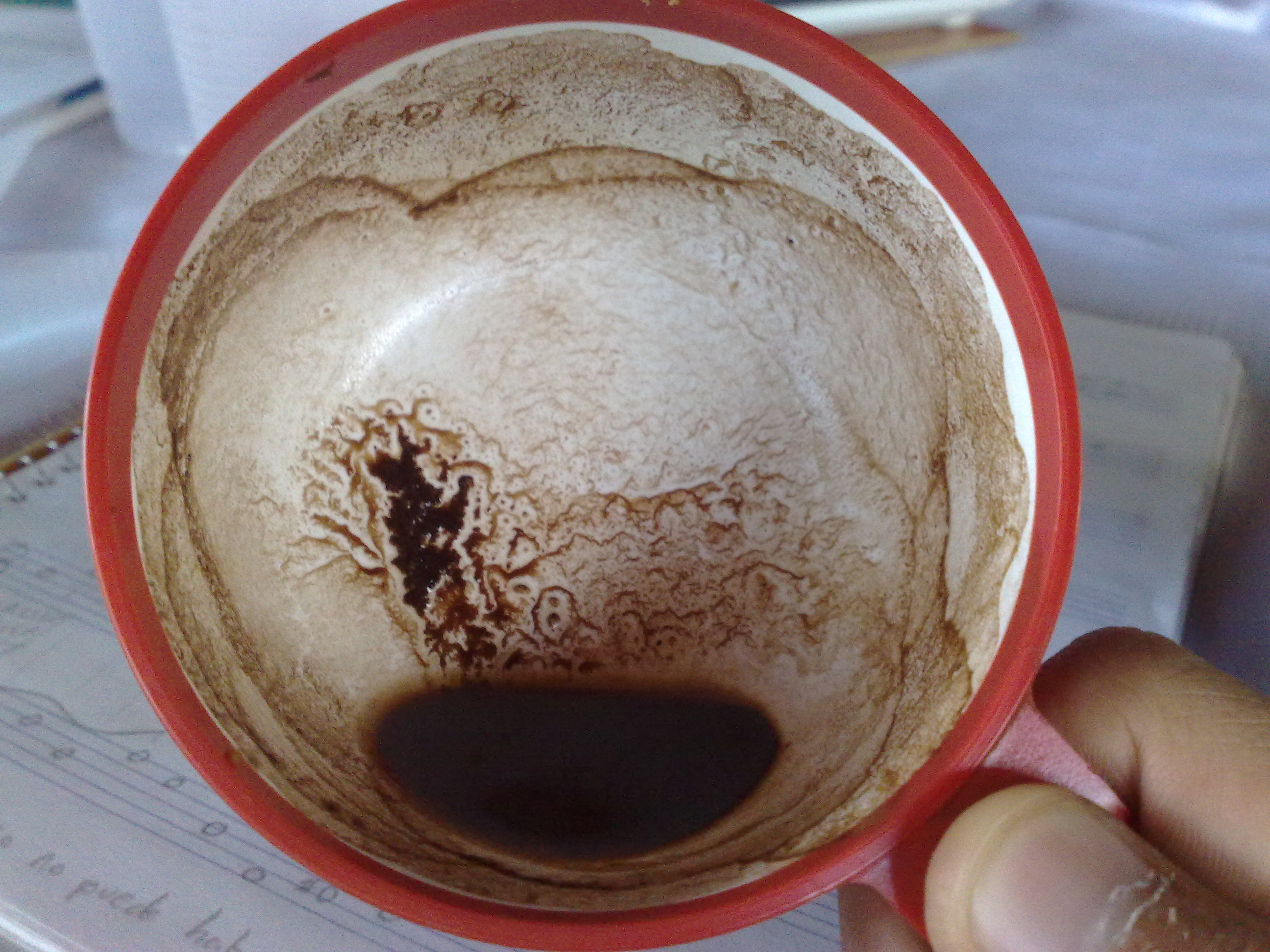
Restos de café que pueden verse de modos diferentes

- Casa: La imagen de una casa anuncia seguridad y tranquilidad interiores.

- Coche: Predice buenas noticias para el consultante, especialmente en el campo de los negocios.

- Cruz: Anuncia mala salud y dificultades de recuperación a causa de un decaimiento debido a una enfermedad. Si en la imagen aparecen con nitidez dos cruces, entonces es señal de que el consultante vivirá durante mucho tiempo y logrará ascender en la escala social.

- Cuerno: Revela el advenimiento de una pronta prosperidad.

- Chimenea: Anuncia que algún secreto oculto está a punto de salir a la luz.

- Edificio: Indica cambios, transformaciones y mudanzas.

- Escaleras: Anuncia prosperidad y mejoras económicas.

- Escoba: Predice la posible presencia de un antiguo conocido que, en otro tiempo, contrajo una deuda con el consultante y aún no se la ha pagado.

- Estrella: Indica buenas perspectivas, especialmente en el campo profesional.

- Flecha: Predice malos augurios, especialmente en el terreno cotidiano y familiar.

- Globo: Revela la existencia de desavenencias y problemas con los parientes más próximos.

- Huevo: Anuncia prosperidad y riqueza materiales.

- Insecto: Muestra la existencia de problemas esporádicos que pronto se solucionaran.

- Joyas: Son un claro indicio de que el consultante recibirá regalos valiosos de parte de algunos de sus colaboradores más cercanos.

- Luna: Anuncia que el mundo afectivo, y emocional, del consultante se verá invadido por la desarmonía interna.

- Llave: Es señal de que los peores problemas o disgustos pasarán.

- Montaña: Predice la afluencia de grandes obstáculos en la vida del consultante.

- Nubes: Los asuntos económicos no terminan de aclararse.

- Pez: La figura de un pez es símbolo de buena suerte.

- Reloj: Indica que el consultante piensa mucho en el paso del tiempo y en asuntos trascendentales o metafísicos.

- Ventana: Revela buena suerte, si está abierta; y, si está cerrada, es señal de mala suerte.

- Datos: Q1086185
- Multimedia: Tasseography / Q1086185